# Station Grodziszcze Mazowieckie
Station Grodziszcze Mazowieckie is een spoorwegstation in de Poolse plaats Grodzisk.